# Giacinto Ambrosini
Pour les articles homonymes, voir Ambrosini.
Giacinto Ambrosini (né en 1605 et mort en 1672) est un botaniste italien.

## Biographie
Giacinto Ambrosini est le frère cadet du naturaliste Bartolomeo Ambrosini (1588-1657) et lui succède à la chaire de botanique de l’université de Bologne ainsi qu’à la direction du jardin botanique.
Il est l’auteur du catalogue des plantes de ce jardin, Hortus Bononiæ studiosirum consitus, ainsi que d’un dictionnaire de botanique paru peu de temps avant sa mort, Phytologia, le deuxième tome de l’ouvrage, qui devait être consacré aux arbres ne vit jamais le jour.